# Chiesa dei Santi Quirico e Giulitta (Dervio)
La chiesa dei Santi Quirico e Giulitta è una chiesa situata a Dervio, in provincia di Lecco.
La chiesa è parte della parrocchia dei Santi Pietro e Paolo di Dervio nella Comunità Pastorale San Carlo Borromeo in Alto Lario nel decanato Alto Lario dell'arcidiocesi di Milano.

## Storia
Dedicata a Quirico e Giulitta, la chiesa appare citata per la prima volta in un testamento del 3 marzo 814, atto nel quale un certo Rotprando lasciava alla stessa chiesa alcuni terreni situati nelle località di Dauri, Banialla e Pioda. Non si esclude che la chiesa abbia originariamente ospitato la sede della pieve di Dervio.
Alla fine del XIII secolo, la chiesa viene menzionata nel Liber Notitiae Sanctorum Mediolani.
Tra la fine del secolo XI e il terzo decennio del XVII, la chiesa fu soggetta ad alcune ristrutturazioni.
Nel 1628 avvenne la consacrazione della chiesa per mano di Francesco Maria Abbiati (vescovo di Bobbio), su delega di Federico Borromeo.
Il campanile, di origine medievale (XI secolo) presenta una cuspide molto accentuata, fatto piuttosto insolito rispetto alle altre architetture romaniche presenti sul territorio lariano.